# Andrius Skerla
Andrius Skerla, född i Vilnius i Litauiska SSR (dåvarande Sovjetunionen) 29 april 1977, är en litauisk fotbollsspelare och tränare.

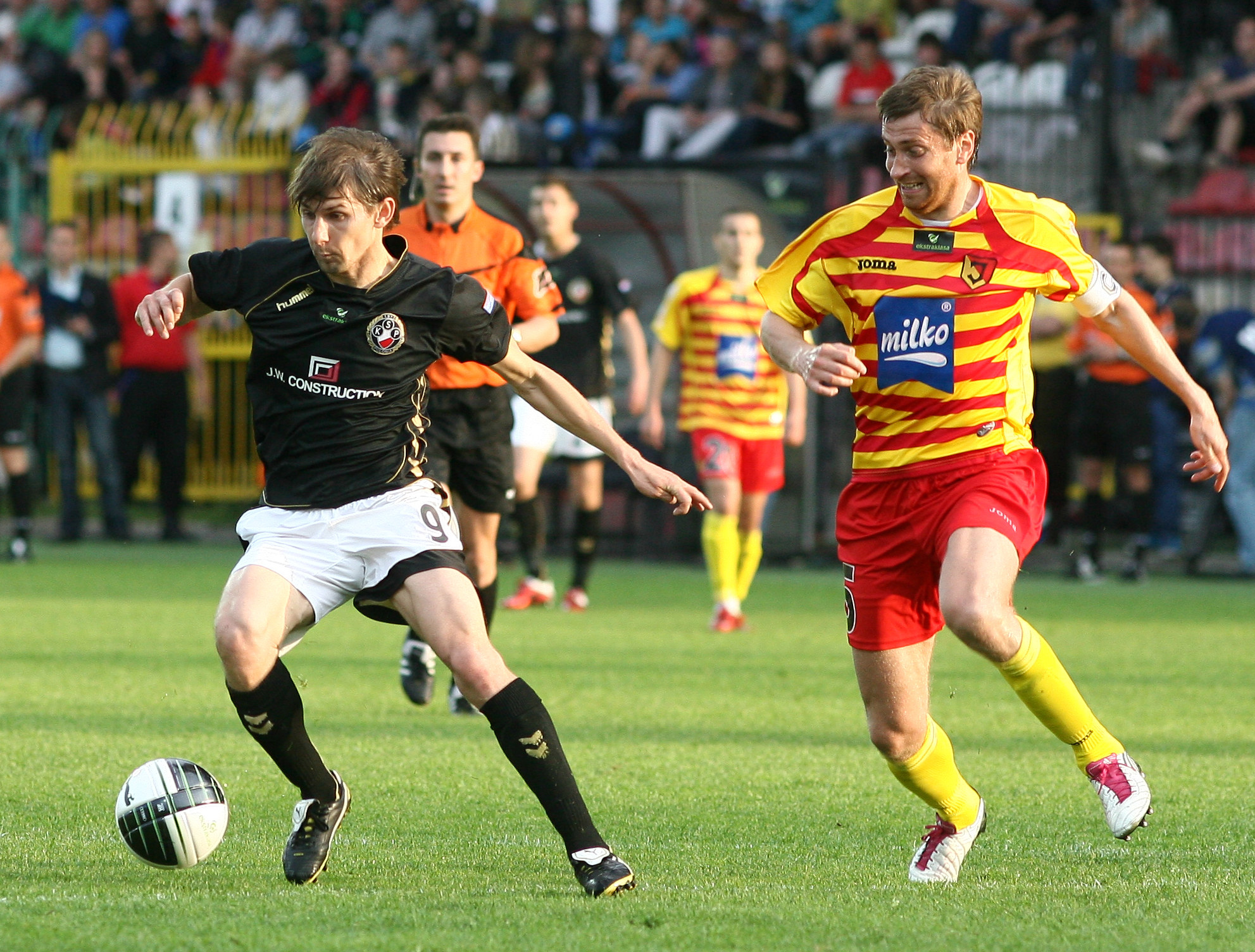
Euzebiusz Smolarek och Andrius Skerla

## Karriär
Andrius påbörjade sin karriär år 1995 i den litauiska klubben FK Žalgiris Vilnius. Där spelade han bara i ett år för sen flyttade han till Holland och började spela för den holländska storklubben PSV Eindhoven. Han spelade i PSV i tre år, sedan flyttade han till den skotska SPL-klubben Dunfermline Athletic. Där spelade han åren 2000-2005. Han spelade mycket bra i den skotska klubben och blev direkt uppflyttad till startelvan. Han spelade 169 matcher i Dunfermline Athletic men gjorde dock bara två mål varav ett var i Scottish Cup-finalen mot Celtic som de förlorade 1-3 (Andrius Skerla 40 min 1-3 Henrik Larsson 58 min, 71 min Stilijan Petrov 84 min). 
År 2005 flyttade Skerla till Tom Tomsk för en summa på 200 000 brittiska pund. I Tom Tomsk hände det inte speciellt mycket så efter ett år i Ryssland flyttade han hem till litauiska FK Vetra.
Efter att ha spelat ett år i Vetra flyttade han till Polen till Korona Kielce. Där spelade han i ett år innan hans nuvarande klubb köpte upp honom.

## Landslag
Andrius slutade i det litauiska landslaget efter en förlust mot Tjeckien. I landslaget spelade han 84 matcher. Hans första (och enda) landslagsmål kom mot Färöarna efter 50 landskamper spelade.

## Meriter
- 1x Litauiska mästare 2013 med FK Žalgiris Vilnius
- 1x Litauiska Supercupen 2013 med FK Žalgiris Vilnius
- 3x Litauiska Cupen 1997, 2012, 2013 med FK Žalgiris Vilnius
- 1x Edervise 1999/00 med PSV Eindhoven
- 1x Polska Cupen 2009/10 med Jagiellonia Białystok
- 1x Polska Supercupen 2010 med Jagiellonia Białystok